# Blindenbibliothek
Eine Blindenbibliothek oder Blindenbücherei ist eine Bibliothek, die für Blinde und Sehbehinderte geeignete Medien zur Ausleihe bereithält, vor allem Bücher und Zeitschriften in Blindenschrift (Punktschrift nach Louis Braille) oder mit Großdruck sowie Hörmedien (Schallplatten, Hörkassetten, Audio-CDs oder als DAISY-Hörbuch).
Die Nutzer können sich die Medien durch die weltweit gültige Portofreiheit für Blindensendungen von den Blindenbüchereien kostenlos zusenden lassen. Blinde und sehbehinderte Menschen bezahlen bei manchen Blindenbüchereien eine einmalige Einschreibgebühr oder einen jährlichen Mitgliederbeitrag. Andere Blindenbüchereien sind kostenlos.

## Geschichte

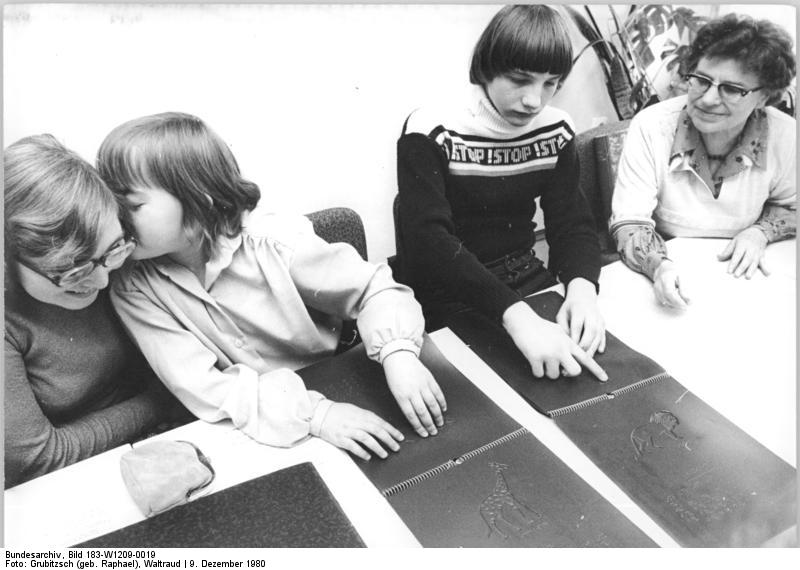
Jugendliche einer Blindenschule 1980 in der Leipziger Blindenbücherei

Die erste öffentliche Blindenbücherei mit Druckerei, die Deutsche Zentralbücherei für Blinde zu Leipzig (DZB) in Deutschland, wurde 1894 in Leipzig gegründet. Hier werden seit 1956 auch Hörbücher produziert.

Die im Jahr 1957 gegründete Süddeutsche Blindenhör- und Punktschriftbücherei in Stuttgart musste 2004 aus wirtschaftlichen Gründen geschlossen werden.
Weitere Blindenbüchereien im deutschsprachigen Raum gibt es in
- Zürich (SBS Schweizerische Bibliothek für Blinde, Seh- und Lesebehinderte, gegründet 1904),
- Hamburg (Norddeutsche Blindenhörbücherei e. V. (NBH), gegründet 1905),
- Marburg (Deutsche Blinden-Bibliothek (DBB) und Deutsche Blindenhörbücherei (DBH) der Deutschen Blindenstudienanstalt e. V., gegründet 1917),
- Bonn (Deutsche Katholische Bücherei für barrierefreies Lesen gGmbH (DKBBLesen), gegründet 1918),
- Münster (Westdeutsche Blindenhörbücherei e. V. (WBH), gegründet 1955, nur Hörmedien),
- Wien (Hörbücherei des Blinden- und Sehbehindertenverbandes Österreich, gegründet 1957, nur Hörmedien),
- Berlin (Berliner Blindenhörbücherei gGmbH, gegründet 1958),
- München (Bayerische Blindenhörbücherei e. V. (BBH), gegründet 1958),
- Alsbach-Hähnlein (Blindenhörbücherei der Stimme der Hoffnung, gegründet 1964) und
- Graz (HörBibliothek Mariahilf, gegründet 1998, nur Hörbücher)

Im September 2004 wurde die Mediengemeinschaft für blinde und sehbehinderte Menschen e. V. (MediBuS), ein Zusammenschluss der Blindenbüchereien im deutschsprachigen Raum, gegründet.

## Medien für Blinde
In den 1950er Jahren wurden die ersten Hörbücher für Blinde produziert. Die Erfindung der Vinyl-Schallplatte und noch mehr der Siegeszug des Tonbandgerätes machte das neue Medium möglich. Mit der Einführung der Kompakt-Kassetten und später Audio-CDs wurden die Hörbücher so „handlich“, dass sie in großer Zahl ohne Transportschäden per Post verschickt werden konnten.

### Mediengemeinschaft für blinde und sehbehinderte Menschen e.V. (MediBuS)
- Liste der Hörbüchereien in MediBuS

### Hörbüchereien

#### Deutschland
- Bayerische Blindenhörbücherei (BBH)
- Berliner Blindenhörbücherei gGmbH
- Deutsche Blinden-Bibliothek Marburg (DBB)
- Deutsche Katholische Bücherei für barrierefreies Lesen gGmbH  (DKBBLesen)
- Deutsches Zentrum für barrierefreies Lesen, früher Deutsche Zentralbücherei für Blinde zu Leipzig (DZB)
- Norddeutsche Blindenhörbücherei (NBH)
- Westdeutsche Blindenhörbücherei(WBH)
- Blindenhörbücherei der Stimme der Hoffnung

#### Österreich
- Hörbücherei des Blinden- und Sehbehindertenverbandes Österreich
- HörBibliothek Mariahilf

#### Schweiz
- SBS Schweizerische Bibliothek für Blinde, Seh- und Lesebehinderte (SBS)